# Sabu Tjeti
Sabu Tjeti war ein Hoherpriester des Ptah im Alten Ägypten zur Zeit der 6. Dynastie.

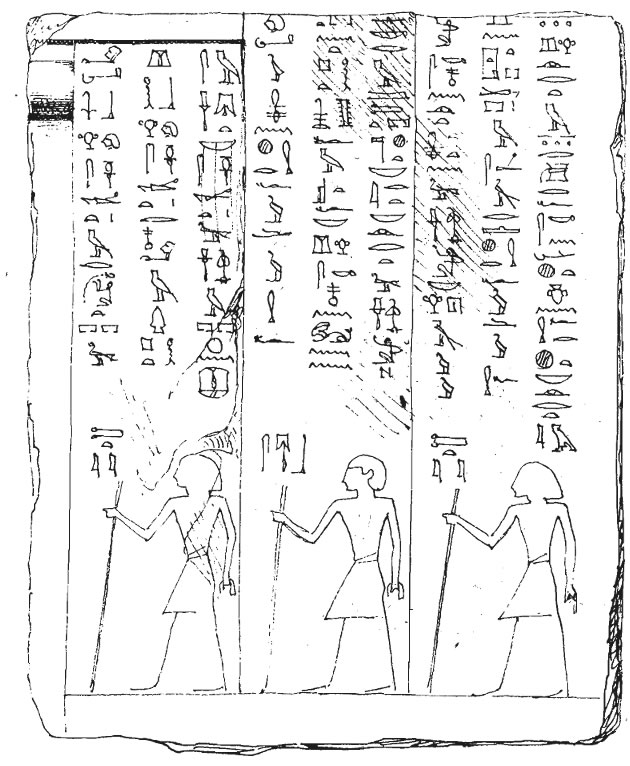
Auguste Mariette: Scheintürfragment des Sabu Tjeti

Sabu Tjeti ist vor allem von seiner Mastaba Nr. 47 / E 3 in Sakkara bekannt, die im 19. Jahrhundert entdeckt und publiziert wurde. Aus dem Grab stammt das Fragment einer Scheintür mit einer längeren biographischen Inschrift, die sich seit 1891 im Ägyptischen Museum in Kairo befindet (Inventarnummer CE 1709 und CE 1756). In der Inschrift trägt er verschiedene Titel: einzig(artig)er Freund (Smḥr-w ˁ.tj =  Semher-wati), Gaufürst (Ḥ3.tj-ˁ = Hati-a), Vorsteher des Reinigungshauses, Sem-Priester (Sm = Sm) und vor allem Größter Leiter der Handwerker (Wr-ḫrp-ḥmw.t = Wer-cherep-hemut). Beim Letzterem handelt es sich um den Hoherpriester-Titel. Die Biographie ist stark zerstört, doch berichtet Sabu Tjeti, dass er von einem nicht genannten König in sein Amt berufen wurde. Ferner geht daraus hervor, dass es bis dahin stets zwei Hohepriester des Ptah gab und Sabu Tjeti der erste alleinige Amtsträger war.
Die genaue chronologische Einordnung des Sabu Tjeti ist unsicher. Laut Sethe war er der Nachfolger des Sabu Ibbi. Porter/Moss datieren ihn in die Zeit von Pharao Pepi I. oder später, das heißt nach 2295 v. Chr.